# Постіндустріальне суспільство

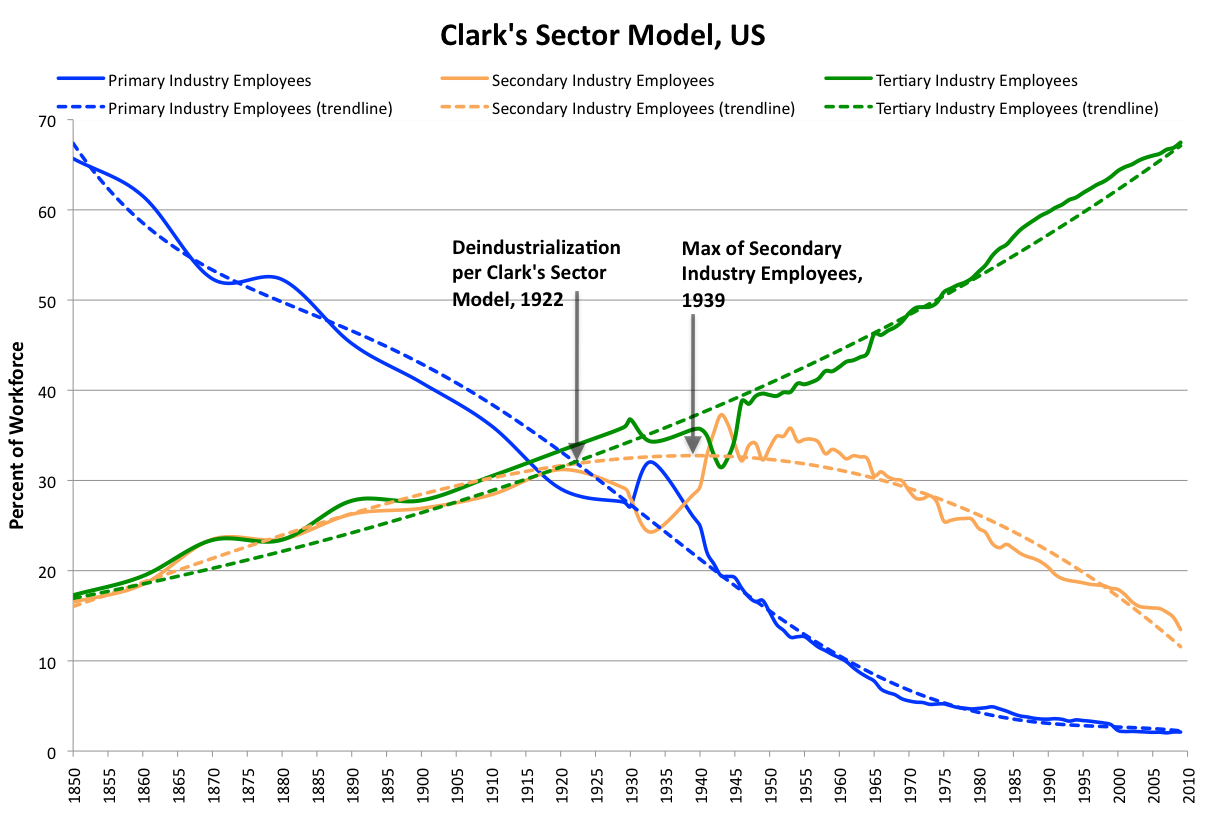
Модель Кларка для розвитку економіки США у 1850—2009 рр.

Постіндустріальне суспільство — суспільство, в економіці якого переважає інноваційний сектор економіки з високопродуктивною промисловістю, індустрією знань, з високою часткою у ВВП високоякісних та інноваційних послуг, з конкуренцією в усіх видах економічної та іншої діяльності, а також більш високою часткою населення, зайнятого у сфері послуг, ніж у промисловому виробництві.
Концепція «постіндустріального суспільства» Деніела Белла створена для теоретичного опису можливого шляху розвитку капіталістичного суспільства.

## Постіндустріальне суспільство
Белл визначає постіндустріальне суспільство як «суспільство, в економіці якого пріоритет перейшов від переважного виробництва товарів до виробництва послуг, проведення досліджень, організації системи освіти і підвищення якості життя, в якому клас технічних спеціалістів став основною професійною групою і, що найважливіше, в якому впровадження нововведень все більшою мірою залежить від досягнення теоретичних знань. Постіндустріальне суспільство передбачає виникнення інтелектуального класу, представники якого на політичному рівні виступають як консультанти, експерти або технократи».
Тобто центральною ознакою «постіндустріального суспільства», за Беллом, є панування науки, наукових знань. Белл відриває науку від економіки, проголошує її автономність, розглядає її розвиток як передумову нової організації і структури суспільства. Основними елементами цієї структури стануть університети, наукові інститути, науково-дослідні організації. Оскільки «велика наука» перебуває поза ідеологією, то Белл намагається протиставити її «великому бізнесу».
Зміна соціальної структури суспільства змінює і характер суперечностей. Белл писав: «Якщо для індустріального суспільства є характерною боротьба між капіталістом і робітником на підприємстві, то в постіндустріальному суспільстві конфлікт проявляється у зіткненні між фахівцем і простолюдином в організаціях і в суспільстві».

## Наукова база для концепції
Загальнометодологічною основою концепції «постіндустріального суспільства» є (так само, як і концепції «індустріального суспільства») еволюційний підхід до історичного розвитку і принцип технологічного детермінізму. Щоправда, останній доповнюється іншими принципами.

## Зв'язок з іншими науковими дослідженнями
Концепція Белла про постіндустріальне суспільство по суті частково розкриває концепцію Тофлера про хвильовий характер розвитку суспільства. За якою є три хвилі розвитку суспільства: перша хвиля — аграрне суспільство, друга хвиля — індустріальне суспільство, третя хвиля — постіндустріальне суспільство. І концепція постіндустріального суспільства органічно вписується в хвильову концепцію Тоффлера.

## Історія формування концепції
Сам термін «постіндустріалізм» було запроваджено у науковий обіг англійським соціологом А. Пенті ще на початку ХХ ст. Він дав і його перше визначення: «стан суспільства, яке постане після розвалу індустріалізму». Він пропонував використати цей термін для роздумів про майбутнє у зв'язку з тим, «що індустріалізм приречений».
Як сформована концепція «постіндустріалізм» склався в 70-х роках і зв'язаний з ім'ям професора соціології Гарвардського університету Данієля Белла. Ще з кінця 50-х рр. він активно поширював цю концепцію. 1967 року на конференції американських футурологів Белл сформулював завдання соціального прогнозування. А в 1970 році на VII Міжнародному соціологічному конгресі проголосив свою концепцію «постіндустріального суспільства». 1973 року Белл опублікував працю «Настання постіндустріального суспільства», де в ній оприлюднив найновіший удосконалений варіант концепції.

## Особливості концепції
Концепція «постіндустріального суспільства» є своєрідною проєкцією «індустріального суспільства». Спочатку теоретики «постіндустріалізму» розглядали його тільки як поліпшений варіант «індустріалізму», але згодом їхня концепція стала значно критичнішою. Вони почали критикувати «індустріалізм» за недостатність ціннісної орієнтації, за технократизм.
Белл зробив спробу дати, з одного боку, соціальний прогноз розвитку капіталістичного суспільства, а з іншого — утвердити новий концептуальний підхід до цього аналізу, який заперечував би моністичну теорію суспільного розвитку К. Маркса. Він визнає велику роль Маркса у розвитку соціології, підкреслює його вплив на соціологів, які переймались проблемами перспектив розвитку капіталізму, і навіть заявляє, що «всі ми постмарксисти».
Белл намагається наслідувати марксову логіку соціального аналізу і заразом виступає категорично проти моністичного підходу до вивчення закономірностей суспільного розвитку, який у марксистському вченні визначається діалектичною єдністю продуктивних сил і виробничих відносин. Белл заявляє, що недоліком марксистського вчення про заміну формацій є те, що концептуальна схема суспільного розвитку будується навколо осі відносин власності, а для характеристики капіталізму така вісь непридатна. Передовсім тому, що «власність — це юридична фікція». Крім того, на думку Белла, перехід від «індустріального» до «постіндустріального суспільства» зумовлюється вже не стільки матеріальними факторами, скільки соціальними інститутами. Він висуває ідею про те, що розвиток будь-якого суспільства відбувається одночасно за кількома «осьовими лініями», які визначають його економічну, політичну і культурну еволюцію. Залежно від вибору «осі» історію суспільства можна розглядати по-різному: як еволюцію форм власності, його політичної організації, або культурних традицій. Сам Белл бере за основу схему побудови суспільства навколо «осі виробництва і типів використовуваних знань». У визнанні визначальної ролі наукових знань, він бачить докорінну різницю між своєю концепцією і поглядами прибічників «індустріалізму», які виводять всі суспільні зміни лише з прогресу техніки і технології.

### Ознаки постіндустріалізму за Беллом
Система «постіндустріалізму» у Белла характеризується п'ятьма ознаками:
1. перехід від виробництва товарів до виробництва послуг;
2. переважання серед працівників «класу» професійних фахівців і техніків;
3. провідна роль теоретичних знань, як основи нововведень в економіці, політиці і соціальній структурі суспільства;
4. ставка в майбутньому на методи контролю, і оцінка можливих напрямів розвитку технології;
5. прийняття рішень на засадах нової «інтелектуальної технології»; ці процеси, на думку американського соціолога, уже набирають реальних життєвих форм, тоді як риси традиційного капіталізму поступово зникають.

### Рольінтелектуальної власностіта інноваційні технології
Ключова роль інтелектуальної власності та інноваційних технологій у формуванні постіндустріального суспільства:
- Інформація перетворюється на об'єкт обміну між різними суб'єктами.
- Інформація привласнена певним суб'єктом стає інтелектуальною власністю.
- Інтелектуальна власність може продаватись за кошти.
- За використання інтелектуальної власності власники можуть отримуватись кошти.

Цей процес має назву — потиражна оплата або роялті.
Форми інтелектуальної власності — патент, авторське свідоцтво.
Суб'єкт який створює інтелектуальну власність називається творцем інтелектуальної власності.
Інноваційні технології — технології які з'явилися у період часу, що не дуже віддалений від поточної миті часу. У разі корисності (актуальність, у тому числі і комерційна) ці технології стають рушійними чинниками прогресу суспільства.

### «Економіка послуг»
Теза про «економіку послуг» як одну із визначальних рис «постіндустріалізму» не викликає особливих заперечень. Проте варто зауважити, що характер суспільних відносин не залежить від того, в якій галузі господарства вони мають місце. В основу класового поділу суспільства Белл покладає принцип знань і кваліфікації і виділяє відповідно чотири основні класи: фахівці (учені, інженери, економісти), техніки і напівфахівці, службовці, робітники, зайняті фізичною працею. Панує в «постіндустріальному суспільстві» — «меритократія» (у Гелбрейта — «техноструктура») — це «нова еліта», яка складається із обдарованих осіб з усіх соціальних верств. Ця еліта стає панівною не лише у виробництві, а й у політиці.
Концепція Белла, як і інші концепції «трансформації капіталізму», спирається на реальні факти, тенденції капіталістичного розвитку. Проте вона відображає лише поверхові уявлення про ці процеси. Справді, у процесі науково-технічної революції зростає роль науки, попит на кваліфіковану робочу силу, підвищується кваліфікація фахівців. Але наука не була і не може бути незалежною від соціальних умов, самодостатньою силою в суспільстві.
З концепцією економіки послуг пов'язана концепція інформаційного робітника Пітера Друкера.